# Comuna Iakubivka, Illinți
Iakubivka (în ucraineană Якубівка) este o comună în raionul Illinți, regiunea Vinnița, Ucraina, formată din satele Iakubivka (reședința), Luhova și Ulanivka.

## Demografie
Componența lingvistică a satului Iakubivka
     Ucraineană (98,85%)
     Alte limbi (1,16%)
Conform recensământului din 2001, majoritatea populației satului Iakubivka era vorbitoare de ucraineană (98,85%), existând în minoritate și vorbitori de alte limbi.